# Norddeutsche Landesbank
El Norddeutsche Landesbank (abreviado Nord/LB) es un landesbank alemán y uno de los mayores bancos comerciales de Alemania. Es una corporación pública de los estados federados de Baja Sajonia y sajonia-Anhalt con su sede central en Hannover y filiales en Braunschweig y Magdeburgo.

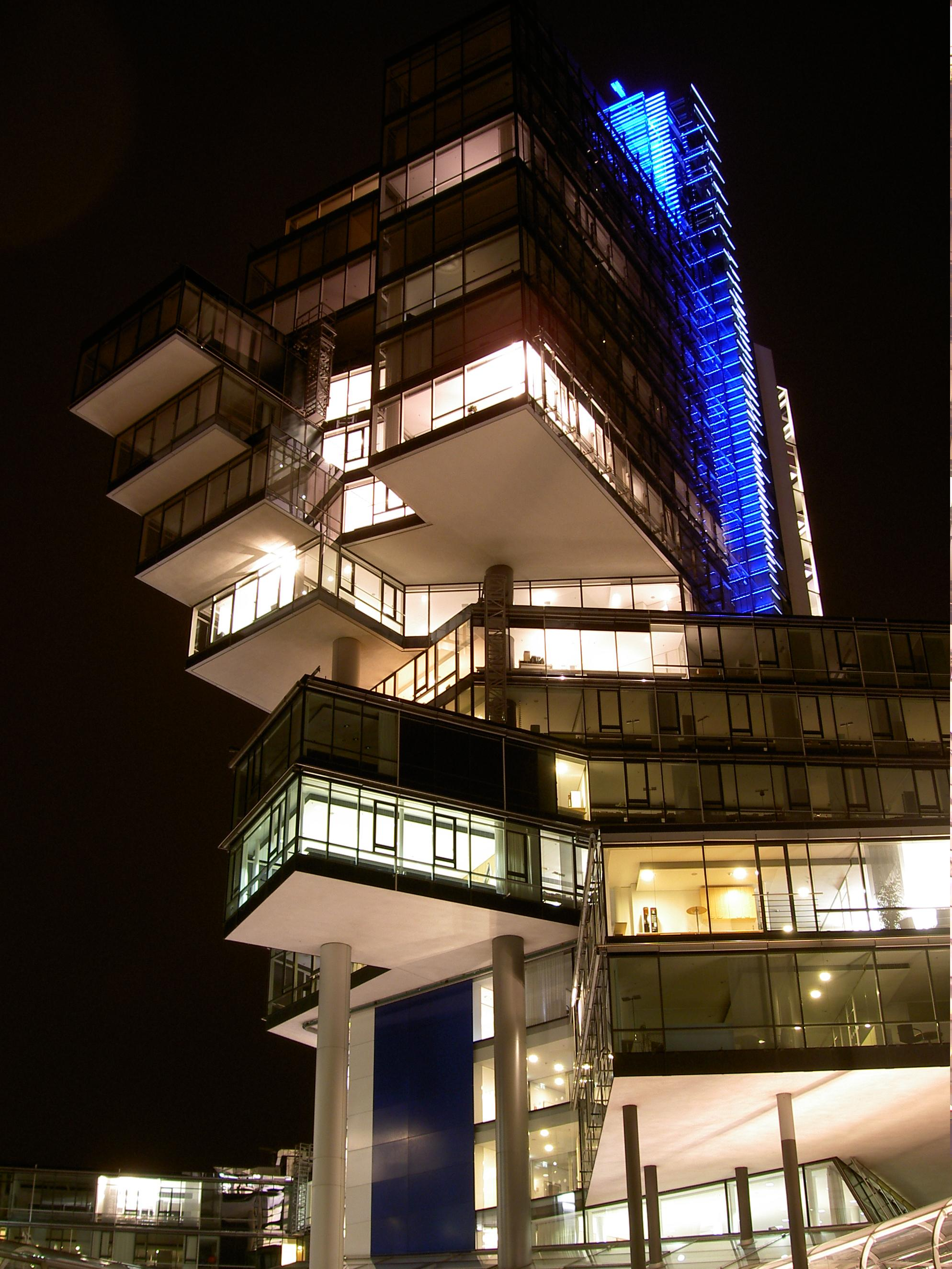
Sede central del NORD/LB en Hanover diseñada por Behnisch Architekten.

Nord/LB fue establecida en 1765 como Braunschweigische Staatsbank. Las principales áreas de especialización del NordLB son banca de inversión, banca rural, banca inmobiliaria, financiación corporativa, financiación de construcción naval y aeronáutica, y banca privada. NordLB mantiene sucursales en todos los centros financieros y de comercio, incluidas Londres, Singapur y Nueva York.
Sus operaciones en Europa Central y del Norte en Polonia, Lituania y Letonia son llevadas a cabo en una sociedad conjunta (joint venture) con el banco noruego DnB NOR con la creación del DnB NORD.
Nord/LB es el mayor banco de Alemania por emisión de bonos nacionales e internacionales.